# Segunda División B 2019-2020
La Segunda División B 2019-2020 è stata la 43ª edizione del campionato di calcio spagnolo di terza divisione ad avere questa denominazione. Il campionato vede la partecipazione di 80 squadre raggruppate in quattro gironi, quindi 20 squadre per girone raggruppate prevalentemente secondo un criterio geografico.
Le prime quattro di ogni gruppo sono ammesse ai play-off, suddivisi in due fasi, per la promozione in Segunda División, mentre solo le vincitrici dei gironi possono contendersi il titolo di Campione di Segunda División B. Le ultime quattro di ogni gruppo invece, retrocedono in Tercera División. Sono previsti anche i play-out per le sedicesime che si affrontano in due semifinali. Inoltre ben 28 squadre prenderanno parte alla Copa del Rey, quindi le prime 7 squadre di ogni girone escluse le squadre riserve.
Il 6 maggio 2020, la Federazione calcistica della Spagna ha annunciato la fine prematura del campionato, revocando tutte le retrocessioni e pianificando un eventuale playoff di promozione da giocare, se possibile. Inoltre, è stata approvata l'espansione della lega a cinque gruppi di 20 squadre ciascuno per la stagione 2020-21 (a causa della promozione dei gruppi Tercera División ridotti).

## Avvenimenti
Con la promozione del Racing Santander in Segunda Division, la retrocessione del Torrelavega in Tercera Division, la comunità autonoma di Cantabria non avrà alcun rappresentante nella stagione seguente della Segunda B, poiché le 4 squadre cantabriche (Escobedo, Laredo, Tropezón e Cayón) qualificate ai play-off promozione sono state eliminate al primo e secondo turno. Anche la città autonoma di Ceuta non avrà alcuna rappresentante, poiché il Ceuta è stato eliminato al primo turno dei play-off promozione della Tercera División.

### Cambiamenti di squadra dalla scorsa stagione
Retrocesse in Tercera División
- Rápido de Bouzas
- Unión Adarve
- Navalcarnero
- Deportivo B
- Gernika
- Vitoria
- Torrelavega
- Durango
- Alcoyano
- Teruel
- Conquense
- Peralada
- Ontinyent[2]
- Jumilla[3]
- El Ejido
- Villanovense
- Malaga B
- Almería B

Promosse dalla Tercera División
- Getafe B
- Las Rozas
- Racing Ferrol
- Villarrobledo
- Villarrubia
- Alavés B
- Haro Deportivo
- Marino de Luanco
- Osasuna B
- La Nucia
- Llagostera
- Prat
- Santa Eulalia
- Algeciras
- Cadice B
- Mérida AD
- Orihuela
- Yeclano
- FC Andorra[4]

Promosse in Segunda División
- Fuenlabrada
- Mirandés
- Ponferradina
- Racing Santander

Retrocesse dalla Segunda División
- Córdoba
- Gimnàstic
- Rayo Majadahonda
- Reus[5]

## Gruppo 1
Il primo gruppo è costituito da squadre provenienti dalle regioni autonome di  Madrid (7),  Asturie (4),  Galizia (4),  Isole Baleari (3),  Isole Canarie (1) e  Melilla (1).

### Squadre
| Squadra             | Città                      | Stadio                  |
| ------------------- | -------------------------- | ----------------------- |
| Atlético Baleares   | Palma di Maiorca           | Son Malferit            |
| Atlético Madrid B   | Madrid                     | Nuevo Cerro del Espino  |
| Celta Vigo B        | Vigo                       | Barreiro                |
| Coruxo              | Vigo                       | O Vao                   |
| Getafe B            | Getafe                     | Ciudad Deportiva        |
| Ibiza               | Ibiza                      | Can Misses              |
| Internacional       | Boadilla del Monte         | Polideportivo Municipal |
| Langreo             | Langreo                    | Ganzábal                |
| Las Palmas Atlético | Las Palmas                 | Anexo Gran Canaria      |
| Las Rozas           | Las Rozas                  | Navalcarbón             |
| Rayo Majadahonda    | Majadahonda                | Cerro del Espino        |
| Marino de Luanco    | Luanco                     | Estadio Miramar         |
| Melilla             | Melilla                    | Municipal Álvarez Claro |
| Pontevedra          | Pontevedra                 | Pasarón                 |
| Racing Ferrol       | Ferrol                     | Estadio de A Malata     |
| Real M. Castilla    | Madrid                     | Alfredo di Stéfano      |
| Real Oviedo B       | Oviedo                     | El Requexón             |
| Peña Deportiva      | Santa Eulària des Riu      | Estadio Municipal       |
| S.S. Reyes          | San Sebastián de los Reyes | Matapiñonera            |
| Sporting Gijón B    | Gijón                      | Pepe Ortiz              |

### Classifica
|  | Pos. | Squadra             | Pt | G  | V  | N  | P  | GF | GS | DR  |
|  | ---- | ------------------- | -- | -- | -- | -- | -- | -- | -- | --- |
|  | 1.   | Atlético Baleares   | 58 | 28 | 18 | 4  | 6  | 44 | 22 | +22 |
|  | 2.   | Ibiza               | 56 | 28 | 17 | 5  | 6  | 41 | 18 | +23 |
|  | 3.   | Atlético Madrid B   | 53 | 28 | 16 | 5  | 7  | 52 | 27 | +25 |
|  | 4.   | Peña Deportiva      | 45 | 28 | 13 | 6  | 9  | 43 | 41 | +2  |
|  | 5.   | Coruxo              | 41 | 28 | 11 | 8  | 9  | 32 | 30 | +2  |
|  | 6.   | Rayo Majadahonda    | 41 | 28 | 11 | 8  | 9  | 31 | 29 | +2  |
|  | 7.   | Real M. Castilla    | 40 | 28 | 10 | 10 | 8  | 42 | 35 | +7  |
|  | 8.   | Internacional       | 40 | 28 | 10 | 10 | 8  | 39 | 37 | +2  |
|  | 9.   | Pontevedra          | 38 | 28 | 11 | 5  | 12 | 38 | 40 | -2  |
|  | 10.  | Langreo             | 38 | 28 | 10 | 8  | 10 | 28 | 33 | -5  |
|  | 11.  | Racing Ferrol       | 37 | 28 | 10 | 7  | 11 | 33 | 33 | 0   |
|  | 12.  | Real Oviedo B       | 37 | 28 | 10 | 7  | 11 | 31 | 38 | -7  |
|  | 13.  | Melilla             | 36 | 28 | 9  | 9  | 10 | 29 | 37 | -8  |
|  | 14.  | Celta Vigo B        | 35 | 28 | 10 | 5  | 13 | 41 | 45 | -4  |
|  | 15.  | Sporting Gijón B    | 34 | 28 | 10 | 4  | 14 | 36 | 31 | -5  |
|  | 16.  | Las Palmas Atlético | 34 | 28 | 10 | 4  | 14 | 20 | 35 | -15 |
|  | 17.  | Las Rozas           | 33 | 28 | 7  | 12 | 9  | 32 | 29 | -3  |
|  | 18.  | Marino de Luanco    | 32 | 28 | 9  | 5  | 14 | 26 | 37 | -11 |
|  | 19.  | Getafe B            | 28 | 28 | 8  | 4  | 16 | 25 | 37 | -12 |
|  | 20.  | S.S. Reyes          | 19 | 28 | 5  | 4  | 19 | 24 | 53 | -29 |

Legenda:

      Qualificata ai play-off promozione "campioni"
      Qualificate ai play-off promozione "piazzate"
      Qualificata alla Coppa del Re 2020-2021
      Qualificate ai play-out
      Retrocesse in Tercera División 2020-2021
Note:

Tre punti a vittoria, uno a pareggio, zero a sconfitta.
Verdetti:
- qualificata ai play-off campioni.
- qualificate ai play-off delle piazzate.
- qualificate alla Coppa del Re 2020-2021.
- qualificata ai play-out.
- retrocesse in Tercera División 2020-2021.

## Gruppo 2
Il secondo gruppo è costituito da squadre provenienti dalle regioni autonome di  Paesi Baschi (8),  Castiglia e León (6),  La Rioja (3) e  Navarra (3).

### Squadre
| Squadra           | Città             | Stadio                     |
| ----------------- | ----------------- | -------------------------- |
| Alavés B          | Vitoria           | Ibaia                      |
| Amorebieta        | Amorebieta-Etxano | Campo Municipal de Urritxe |
| Arenas Getxo      | Getxo             | Gobela                     |
| Athletic Bilbao B | Bilbao            | Santa María de Lezama      |
| Barakaldo         | Barakaldo         | Lasesarre                  |
| Burgos            | Burgos            | El Plantío                 |
| Calahorra         | Calahorra         | La Planilla                |
| Guijuelo          | Guijuelo          | Municipal de Guijuelo      |
| Haro Deportivo    | Haro              | El Mazo                    |
| Izarra            | Estella           | Merkatondoa                |
| Leioa             | Leioa             | Sarriena                   |
| Leonesa           | León              | Reino de León              |
| UD Logroñés       | Logroño           | Las Gaunas                 |
| Osasuna B         | Pamplona          | Tajonar                    |
| Real Sociedad B   | San Sebastián     | José Luis Orbegozo         |
| Real Unión        | Irun              | Stadium Gal                |
| Real Valladolid B | Valladolid        | Anexos José Zorrilla       |
| Salamanca UDS     | Salamanca         | Helmántico                 |
| Tudelano          | Tudela            | Ciudad de Tudela           |
| Unionistas        | Salamanca         | Pistas del Helmántico      |

### Classifica
|  | Pos. | Squadra           | Pt | G  | V  | N  | P  | GF | GS | DR  |
|  | ---- | ----------------- | -- | -- | -- | -- | -- | -- | -- | --- |
|  | 1.   | UD Logroñés       | 62 | 28 | 18 | 8  | 2  | 49 | 19 | +30 |
|  | 2.   | Leonesa           | 49 | 28 | 14 | 7  | 7  | 45 | 28 | +17 |
|  | 3.   | Athletic Bilbao B | 49 | 28 | 14 | 7  | 7  | 55 | 35 | +20 |
|  | 4.   | Real Valladolid B | 47 | 28 | 12 | 11 | 5  | 43 | 28 | +15 |
|  | 5.   | Real Sociedad B   | 44 | 28 | 12 | 8  | 8  | 47 | 35 | +12 |
|  | 6.   | Amorebieta        | 42 | 28 | 11 | 9  | 8  | 38 | 38 | 0   |
|  | 7.   | Osasuna B         | 40 | 28 | 11 | 7  | 10 | 35 | 35 | 0   |
|  | 8.   | Burgos            | 39 | 28 | 10 | 9  | 9  | 31 | 37 | -6  |
|  | 9.   | Guijuelo          | 37 | 28 | 10 | 7  | 11 | 30 | 26 | +4  |
|  | 10.  | Haro Deportivo    | 36 | 28 | 9  | 9  | 10 | 29 | 33 | -4  |
|  | 11.  | Alavés B          | 34 | 28 | 8  | 10 | 10 | 28 | 31 | -3  |
|  | 12.  | Calahorra         | 34 | 28 | 6  | 16 | 6  | 28 | 32 | -4  |
|  | 13.  | Salamanca UDS     | 34 | 28 | 9  | 7  | 12 | 30 | 39 | -9  |
|  | 14.  | Barakaldo         | 32 | 28 | 9  | 5  | 14 | 33 | 42 | -9  |
|  | 15.  | Leioa             | 31 | 28 | 7  | 10 | 11 | 35 | 38 | -3  |
|  | 16.  | Unionistas        | 31 | 28 | 8  | 7  | 13 | 39 | 43 | -4  |
|  | 17.  | Real Unión        | 29 | 28 | 6  | 11 | 11 | 29 | 33 | -4  |
|  | 18.  | Arenas Getxo      | 28 | 28 | 6  | 10 | 12 | 27 | 43 | -16 |
|  | 19.  | Izarra            | 28 | 28 | 6  | 10 | 12 | 29 | 47 | -18 |
|  | 20.  | Tudelano          | 24 | 28 | 4  | 12 | 12 | 26 | 44 | -18 |

Legenda:

      Qualificata ai play-off promozione "campioni"
      Qualificate ai play-off promozione "piazzate"
      Qualificata alla Coppa del Re 2020-2021
      Qualificate ai play-out
      Retrocesse in Tercera División 2020-2021
Note:

Tre punti a vittoria, uno a pareggio, zero a sconfitta.
Verdetti:
- qualificata ai play-off campioni.
- qualificate ai play-off delle piazzate.
- qualificate alla Coppa del Re 2020-2021.
- qualificata ai play-out.
- retrocesse in Tercera División 2020-2021.

## Gruppo 3
Il terzo gruppo è costituito da squadre provenienti dalle regioni autonome di  Catalogna (10),  Comunità Valenzana (7),  Aragona (2) e  Andorra (1).

### Squadre
| Squadra           | Città                  | Stadio                     |
| ----------------- | ---------------------- | -------------------------- |
| FC Andorra        | Encamp                 | Prada de Molès             |
| Atlético Levante  | Valencia               | Ciudad Deportiva           |
| Badalona          | Badalona               | Municipal                  |
| Barcellona B      | Barcellona             | Mini Estadi                |
| Castellón         | Castellón de la Plana  | Castalia                   |
| Cornellà          | Barcellona             | Camp Municipal de Cornellá |
| Ebro              | Saragozza              | El Carmen                  |
| Ejea              | Ejea de los Caballeros | Luchán                     |
| Espanyol B        | Barcellona             | Ciudad Deportiva           |
| Gimnàstic         | Tarragona              | Nou Estadi                 |
| Hércules          | Alicante               | José Rico Pérez            |
| La Nucia          | La Nucia               | Camilo Cano                |
| Llagostera        | Llagostera             | Municipal                  |
| Lleida            | Lleida                 | Camp d'Esports             |
| Olot              | Olot                   | Municipal d'Olot           |
| Orihuela          | Orihuela               | Los Arcos                  |
| Prat              | El Prat de Llobregat   | Sagnier                    |
| Sabadell          | Sabadell               | Nova Creu Alta             |
| Valencia Mestalla | Valencia               | Antonio Puchades           |
| Villarreal B      | Villareal              | Ciudad Deportiva           |

### Classifica
|  | Pos. | Squadra           | Pt | G  | V  | N  | P  | GF | GS | DR  |
|  | ---- | ----------------- | -- | -- | -- | -- | -- | -- | -- | --- |
|  | 1.   | Castellón         | 50 | 28 | 14 | 8  | 6  | 40 | 24 | +16 |
|  | 2.   | Barcellona B      | 49 | 28 | 13 | 10 | 5  | 40 | 27 | +13 |
|  | 3.   | Sabadell          | 49 | 28 | 14 | 7  | 7  | 38 | 25 | +13 |
|  | 4.   | Cornellà          | 49 | 28 | 13 | 10 | 5  | 34 | 25 | +9  |
|  | 5.   | Lleida            | 46 | 28 | 12 | 10 | 6  | 34 | 22 | +12 |
|  | 6.   | Villarreal B      | 46 | 28 | 13 | 7  | 8  | 36 | 32 | +4  |
|  | 7.   | Olot              | 44 | 28 | 11 | 11 | 6  | 34 | 19 | +15 |
|  | 8.   | Espanyol B        | 42 | 28 | 11 | 9  | 8  | 44 | 37 | +7  |
|  | 9.   | FC Andorra        | 41 | 28 | 10 | 11 | 7  | 31 | 28 | +3  |
|  | 10.  | La Nucia          | 39 | 28 | 10 | 9  | 9  | 30 | 29 | +1  |
|  | 11.  | Ebro              | 37 | 28 | 8  | 13 | 7  | 29 | 31 | -2  |
|  | 12.  | Atlético Levante  | 35 | 28 | 10 | 5  | 13 | 29 | 34 | -5  |
|  | 13.  | Llagostera        | 33 | 28 | 7  | 12 | 9  | 28 | 33 | -5  |
|  | 14.  | Gimnàstic         | 31 | 28 | 7  | 10 | 11 | 33 | 38 | -5  |
|  | 15.  | Ejea              | 27 | 28 | 6  | 9  | 13 | 27 | 36 | -9  |
|  | 16.  | Valencia Mestalla | 26 | 28 | 4  | 14 | 10 | 27 | 33 | -6  |
|  | 17.  | Prat              | 26 | 28 | 5  | 11 | 12 | 25 | 40 | -15 |
|  | 18.  | Hércules          | 25 | 28 | 5  | 10 | 13 | 27 | 35 | -8  |
|  | 19.  | Badalona          | 24 | 28 | 5  | 9  | 14 | 17 | 34 | -17 |
|  | 20.  | Orihuela          | 23 | 28 | 4  | 11 | 13 | 26 | 47 | -21 |

Legenda:

      Qualificata ai play-off promozione "campioni"
      Qualificate ai play-off promozione "piazzate"
      Qualificata alla Coppa del Re 2020-2021
      Qualificate ai play-out
      Retrocesse in Tercera División 2020-2021
Note:

Tre punti a vittoria, uno a pareggio, zero a sconfitta.
Verdetti:
- qualificata ai play-off campioni.
- qualificate ai play-off delle piazzate.
- qualificate alla Coppa del Re 2020-2021.
- qualificata ai play-out.
- retrocesse in Tercera División 2020-2021.

## Gruppo 4
Il quarto gruppo è costituito da squadre provenienti dalle regioni autonome di  Andalusia (10),  Murcia (4),  Castiglia-La Mancia (3) e  Estremadura (3).

### Squadre
| Squadra              | Città                     | Stadio                         |
| -------------------- | ------------------------- | ------------------------------ |
| Algeciras            | Algeciras                 | Nuevo Mirador                  |
| Atlético Sanluqueño  | Sanlúcar de Barrameda     | El Palmar                      |
| Badajoz              | Badajoz                   | Nuevo Vivero                   |
| Cadice B             | Cadice                    | Puntales                       |
| FC Cartagena         | Cartagena                 | Cartagonova                    |
| Córdoba              | Cordova                   | Estadio Nuevo Arcángel         |
| Don Benito           | Don Benito                | Vicente Sanz                   |
| Granada B            | Granada                   | Ciudad Deportiva               |
| Linense              | La Línea de la Concepción | Mun. de La L. de la Concepción |
| Marbella FC          | Marbella                  | Municipal                      |
| Mérida AD            | Merida                    | Stadio Romano                  |
| Real Murcia          | Murcia                    | Nueva Condomina                |
| Recreativo Huelva    | Huelva                    | Nuevo Colombino                |
| San Fernando CD      | San Fernando              | Iberoamericano                 |
| Siviglia Atlético    | Siviglia                  | Ciudad Deportiva               |
| Talavera de la Reina | Talavera de la Reina      | El Prado                       |
| UCAM Murcia          | Murcia                    | La Condomina                   |
| Villarrobledo        | Villarrobledo             | Nuestra Señora de la Caridad   |
| Villarrubia          | Villarrubia de los Ojos   | Nuevo Municipal                |
| Yeclano              | Yecla                     | La Constitución                |

### Classifica
|  | Pos. | Squadra              | Pt | G  | V  | N  | P  | GF | GS | DR  |
|  | ---- | -------------------- | -- | -- | -- | -- | -- | -- | -- | --- |
|  | 1.   | FC Cartagena         | 54 | 28 | 15 | 9  | 4  | 33 | 19 | +14 |
|  | 2.   | Marbella FC          | 53 | 28 | 13 | 14 | 1  | 39 | 20 | +19 |
|  | 3.   | Badajoz              | 49 | 28 | 14 | 7  | 7  | 37 | 22 | +15 |
|  | 4.   | Yeclano              | 47 | 28 | 13 | 8  | 7  | 42 | 33 | +9  |
|  | 5.   | Córdoba              | 45 | 28 | 12 | 9  | 7  | 33 | 27 | +6  |
|  | 6.   | San Fernando CD      | 44 | 28 | 12 | 8  | 8  | 39 | 25 | +14 |
|  | 7.   | Linense              | 41 | 28 | 10 | 11 | 7  | 27 | 26 | +1  |
|  | 8.   | Real Murcia          | 39 | 28 | 10 | 9  | 9  | 33 | 26 | +7  |
|  | 9.   | Siviglia Atlético    | 36 | 28 | 9  | 9  | 10 | 31 | 33 | -2  |
|  | 10.  | UCAM Murcia          | 36 | 28 | 9  | 9  | 10 | 29 | 33 | -4  |
|  | 11.  | Cadice B             | 36 | 28 | 9  | 9  | 10 | 23 | 27 | -4  |
|  | 12.  | Villarrubia          | 35 | 28 | 8  | 11 | 9  | 34 | 33 | +1  |
|  | 13.  | Recreativo Huelva    | 33 | 28 | 8  | 9  | 11 | 30 | 31 | -1  |
|  | 14.  | Don Benito           | 32 | 28 | 8  | 8  | 12 | 32 | 35 | -3  |
|  | 15.  | Atlético Sanluqueño  | 30 | 28 | 7  | 9  | 12 | 20 | 28 | -8  |
|  | 16.  | Algeciras            | 29 | 28 | 6  | 11 | 11 | 31 | 40 | -9  |
|  | 17.  | Talavera de la Reina | 29 | 28 | 7  | 8  | 13 | 23 | 33 | -10 |
|  | 18.  | Granada B            | 29 | 28 | 7  | 8  | 13 | 21 | 35 | -14 |
|  | 19.  | Mérida AD            | 27 | 28 | 4  | 15 | 9  | 28 | 37 | -9  |
|  | 20.  | Villarrobledo        | 22 | 28 | 5  | 7  | 16 | 23 | 45 | -22 |

Legenda:

      Qualificata ai play-off promozione "campioni"
      Qualificate ai play-off promozione "piazzate"
      Qualificata alla Coppa del Re 2020-2021
      Qualificate ai play-out
      Retrocesse in Tercera División 2020-2021
Note:

Tre punti a vittoria, uno a pareggio, zero a sconfitta.
Verdetti:
- qualificata ai play-off campioni.
- qualificate ai play-off delle piazzate.
- qualificate alla Coppa del Re 2020-2021.
- qualificata ai play-out.
- retrocesse in Tercera División 2020-2021.

## Play-off
I play-off si dividono in due categorie: quello dei campioni (a cui prendono parte i vincitori dei rispettivi raggruppamenti) e quello dei piazzati (cui partecipano le squadre classificatesi tra la seconda e la quarta posizione in tutti e quattro i gironi). Il sorteggio decide le partite che disputeranno i campioni. Le due vincenti vengono promosse direttamente in Segunda División e si scontrano nella finale che decide chi si aggiudicherà il titolo di campione della Segunda División B. Le perdenti delle semifinali finiscono invece nei play-off delle piazzate. Questi constano di tre turni: nel primo le seconde dei raggruppamenti sfidano una quarta ciascuna, mentre le terze giocano tra di loro. Anche in questo caso gli incontri vengono decisi dal sorteggio, il quale fa da arbitro anche per il secondo e il terzo turno. Nel secondo le sei vincenti dei play-off piazzati e le due eliminate da quello campioni giocano per arrivare al terzo turno, il quale decreterà le altre due promosse.
Tutte le sfide vengono disputate in incontri di sola andata. In caso di parità passa la squadra che ha segnato più gol fuori casa. Nel caso questo criterio non decreti un vincitore si giocano due tempi supplementari ed eventualmente si tirano i rigori.

### Campioni
| Gruppo | Squadra           |
| ------ | ----------------- |
| 1      | Atlético Baleares |
| 2      | UD Logroñés       |
| 3      | Castellón         |
| 4      | FC Cartagena      |

#### Semifinali
Partecipano le 4 squadre vincitrici dei rispettivi gironi, le 2 vincitrici verranno promosse direttamente in Segunda Division 2020-2021, mentre le 2 eliminate entreranno al secondo turno del play-off "piazzate".
| Squadra 1    | Risultato       | Squadra 2         |
| ------------ | --------------- | ----------------- |
| Castellón    | 1 - 1 (2-3 dtr) | UD Logroñés       |
| FC Cartagena | 0 - 0 (4-3 dtr) | Atlético Baleares |

#### Finale
Partecipano le 2 vincitrici del turno precedente per decretare la vincitrice della Segunda Division B 2019-2020.
| Squadra 1   | Risultato | Squadra 2    |
| ----------- | --------- | ------------ |
| UD Logroñés | CANC      | FC Cartagena |

#### Verdetti
- FC Cartagena e  UD Logroñés promossi in Segunda Division 2020-2021

### Piazzate
| Pos. | Gruppo 1           | Gruppo 2          | Gruppo 3     | Gruppo 4    |
| ---- | ------------------ | ----------------- | ------------ | ----------- |
| 2º   | Ibiza              | Leonesa           | Barcellona B | Marbella FC |
| 3º   | Atlético Madrid B  | Athletic Bilbao B | Sabadell     | Badajoz     |
| 4º   | Santa Eulalia Pena | Real Valladolid B | Cornellà     | Yeclano     |

#### Primo turno
Al primo turno partecipano tutte le squadre classificatesi al secondo, terzo e quarto posto nei rispettivi gironi.
| Squadra 1         | Risultato       | Squadra 2          |
| ----------------- | --------------- | ------------------ |
| Ibiza             | 1 - 2           | Cornellà           |
| Athletic Bilbao B | 1 - 1 (5-6 dtr) | Badajoz            |
| Marbella FC       | 0 - 2           | Santa Eulalia Pena |
| Barcellona B      | 3 - 2           | Real Valladolid B  |
| Sabadell          | 1 - 1 (3-1 dtr) | Atlético Madrid B  |
| Leonesa           | 4 - 1           | Yeclano            |

#### Secondo turno
Al secondo turno partecipano le 6 squadre vincitrici del turno precedente, più le 2 squadre eliminate dal play-off "campioni"
| Squadra 1         | Risultato       | Squadra 2          |
| ----------------- | --------------- | ------------------ |
| Castellón         | 1 - 0 (dts)     | Santa Eulalia Pena |
| Atlético Baleares | 0 - 1           | Cornellà           |
| Barcellona B      | 1 - 1 (5-3 dtr) | Badajoz            |
| Leonesa           | 2 - 2 (6-7 dtr) | Sabadell           |

#### Terzo turno
Al terzo turno partecipano le 4 squadre vincitrici del secondo turno, le 2 squadre vincitrici verranno promosse in Segunda Division 2020-2021.
| Squadra 1    | Risultato | Squadra 2 |
| ------------ | --------- | --------- |
| Castellón    | 1 - 0     | Cornellà  |
| Barcellona B | 1 - 2     | Sabadell  |

#### Verdetti
- Castellón e  Sabadell promossi in Segunda Division 2020-2021